# 가짜 블로그
가짜 블로그는 본래의 블로그 웹페이지를 베껴 만드는 것을 일컫는다. 주로 유명하다고 알려진 사람들의 블로그가 가짜 블로그의 목표가되며 일어나지도 않은 거짓을 써내어 대상에게 피해를 주는 경우도 있다. 또는 특정한 대상을 비웃거나 풍자하기 위하여 일부러 풍자성 가짜 블로그를 만드는 경우도 있다. 또 다른 경우는 대중 매체를 홍보하기 위하여 그 매체 속의 등장 인물이 마치 진짜로 블로그를 운영하는 듯한 가짜 블로그도 만들어지고 있다.

## 같이 보기
- 아스트로터핑